# 篠崎仲苗
篠崎 仲苗（しのざき なかなえ、文政9年6月3日〈1826年7月7日〉 - 慶応3年12月25日〈1868年1月19日〉）は幕末の薩摩藩の武士。諱は仲苗。通称は彦十郎。島津斉興から島津忠義に仕えた名越彦太夫高房の次男で本姓橘氏で母方にあたる篠崎蔵太左衛門家の養子となり、名跡を相続する。
江戸芝藩邸において江戸留守居を務めていたが、庄内藩を中心とする江戸幕府軍による江戸薩摩藩邸の焼討事件の際に戦死。墓は現在、鹿児島県鹿児島市の南林寺墓地にある。
大正5年（1916年）、従五位を追贈された。

## 宅地
『鹿児島城下絵図散歩』では安政6年（1859年）の地図に、現在の鹿児島市清水町の地に『篠崎彦十郎』の名が見え、宅地221坪と表記されている。

## 親族
- 実父：名越彦太夫高房（名越左源太家分家筋の当主。家格代々小番。広敷御用人や側役、当番頭などを務める）
- 母：篠崎蔵太左衛門仲教の姉
- 兄：名越彦之進盛恭（仲苗が篠崎家にいって以降、夭折）
- 弟：名越彦太夫高温（初め彦兵衛。父の家督を相続。奥小姓や目附を務める）